# Nāḩiyat Bayt Yāshūţ
Nāḩiyat Bayt Yāshūţ (arabiska: ناحية بيت ياشوط) är ett subdistrikt i Syrien.   Det ligger i provinsen Latakia, i den västra delen av landet, 200 km norr om huvudstaden Damaskus.
Trakten runt Nāḩiyat Bayt Yāshūţ består till största delen av jordbruksmark. Runt Nāḩiyat Bayt Yāshūţ är det tätbefolkat, med 511 invånare per kvadratkilometer.